# Zbigniew Gburek
Zbigniew Gburek (ur. 14 marca 1934 w Dmeninie, zm. 23 grudnia 2007) – polski lekarz i polityk, poseł na Sejm PRL IX kadencji.

## Życiorys
W 1947 ukończył szkołę powszechną, a w 1951 liceum ogólnokształcące w Radomsku. W 1957 uzyskał tytuł i dyplom lekarza na Śląskiej Akademii Medycznej w Katowicach.

### Działalność lekarska
Przebywał w wielu ośrodkach zagranicznych, następnie opracował i wdrożył w Polsce krioaplikator do miejscowego nadmuchu par azotu zastosowany do leczenia chorób reumatycznych.
W 1955 podjął staż w Wojewódzkiej Poradni Schorzeń Tarczycy. Później pracował w I Klinice Chorób Wewnętrznych ŚAM w Zabrzu, a także w Przyklinicznej Poradni Reumatologicznej. Prowadził również zajęcia ze studentami. Od 1966 do 1967 pracował w Poradni Reumatologicznej PKP w Zabrzu, a od 1968 do 1975 w Poradni dla Chorych na Cukrzycę DOKP w Katowicach. W 1975 został dyrektorem Śląskiego Szpitala Reumatologicznego w Ustroniu. Od 1975 do 1985 pracował także w Instytucie Medycyny Pracy i Zdrowia Środowiskowego w Sosnowcu jako adiunkt, a następnie – od 1982 – jako docent. Od 1986 był p.o. kierownika Kat. Reumatologii ŚAM w Ustroniu oraz (od 1 października) kierownikiem Katedry Reumatologii i Kliniki Reumatologii i Rehabilitacji Narządów Ruchu w Ustroniu. W 1989 uzyskał tytuł naukowy profesora nauk medycznych. W tym samym roku objął stanowisko profesora nadzwyczajnego. W 1998, po likwidacji ŚAM, został zatrudniony w Katedrze i Klinice Chorób Wewnętrznych ŚAM w Tychach (przeniesionej w 2000 do Katowic-Ochojca oraz przemianowanej na Katedrę i Klinikę Chorób Wewnętrznych i Reumatologii). W 1999 przeszedł na emeryturę. Do 2002 pracował w niepełnym wymiarze czasu pracy w Klinice Chorób Wewnętrznych i Reumatologii.
Jako pierwszy w Polsce wprowadził do rutynowej diagnostyki chorób kości badania morfometryczne tkanki kostnej. Wprowadził również badania dotyczące algodystrofii kończyn, zmian naczyniowych w reumatoidalnym zapaleniu stawów, pierwotnych i wtórnych systemowych zapaleń naczyń.

### Działalność naukowa
W 1957 wprowadził do propedeutyki chorób wewnętrznych wykłady i ćwiczenia z reumatologii, a od 1986 zajęcia z reumatologii i rehabilitacji narządów ruchu. W latach 1976–1998 prowadził kursy w WODKM w Katowicach na temat podstaw diagnostyki i rehabilitacji chorób reumatycznych. Organizował także coroczne kursokonferencje oraz prowadził wiele wykładów, kursów i szkoleń. Był promotorem czterech prac doktorskich, a także konsultantem m.in. Komitetu Badań Naukowych oraz specjalistą rad naukowych różnych Instytutów (w latach 80.).
Był też uczestnikiem działalności wielu polskich i zagranicznych towarzystw naukowych (m.in. Polskiego Towarzystwa Lekarskiego oraz Towarzystwa Internistów Polskich). Był także członkiem komitetu redakcyjnego różnych pism lekarskich.

### Działalność polityczna
Od 1978 do 1984 był radnym Miejskiej Rady Narodowej w Ustroniu. W 1985 został posłem na Sejm PRL IX kadencji. Mandat uzyskał w okręgu Bielsko-Biała z ramienia Stronnictwa Demokratycznego. Zasiadał w Komisji Polityki Społecznej, Zdrowia i Kultury Fizycznej oraz w Komisji Ochrony Środowiska i Zasobów Naturalnych. W wyborach w 1989 bez powodzenia ubiegał się o mandat senatora z ramienia SD w okręgu Bielsko-Biała.
Należał też do NSZZ „Solidarność”.

## Odznaczenia
- Krzyż Komandorski Orderu Odrodzenia Polski
- Krzyż Kawalerski Orderu Odrodzenia Polski
- Srebrny Krzyż Zasługi
- Medal 30-lecia Polski Ludowej
- Medal 40-lecia Polski Ludowej
- Order Honorowy „Laur 50-lecia ŚAM”
- Złota Odznaka „Za zasługi dla województwa katowickiego”
- Złota Odznaka honorowa „Za Zasługi dla Ochrony Środowiska i Gospodarki Wodnej”
- Odznaka „Zasłużonemu Działaczowi Stronnictwa Demokratycznego”[3]